# Цінмін
Фестиваль Цінмін також називається Весняним фестивалем, і він знаходиться на черзі Чунчунь і Хунчун. Це традиційний китайський фестиваль і один з найважливіших фестивалів. Це день поклоніння предкам і прибирання могил. Навколо династії Чжоу розпочався фестиваль китайської нації Цінмін. Він налічує історію більше 2500 років.
Цінмін був першою назвою сонячного терміну. Він став фестивалем на вшанування пам'яті предків і був пов'язаний з фестивалем холодної їжі. Цзінь Венгун встановив на наступний день після фестивалю холодної їжі, як Цінмін фестиваль. У більшості районів Шаньсі фестиваль холодної їжі проходив за день до фестивалю Цінмін; Округ Ціньше та інші місця були над фестивалем холодної їжі за два дні до фестивалю Цінмін; і округу Ку Ку також звернули увагу на фестиваль холодної їжі за день до фестивалю Цінмін і їжу за перші два дні до фестивалю Цінмін.
Фестиваль Цінмін є одним з важливих «вісім фестивалів в Китаї в роки», як правило, близько 5-го григоріанського календаря. Фестиваль дуже довгий. Є дві версії після 8-го і 10-го до 10-го. Це майже протягом 20 днів. Фестиваль Цінмін. Фестиваль Цінмін спочатку згадувався через п'ятнадцять днів після весняного рівнодення. У 1935 році уряд Китайської Республіки вирішив, що 5 квітня буде національним святом Фестивалю Цінмін, також відомого як національний фестиваль могил.
«Альманах»: «На п'ятнадцятий день після весняного рівнодення, Дінджі Дін є Цінмін. Коли все чисто і ясно, коли кришка ясна і все зрозуміло, все розкривається. Тому ім'я дано». Саме в добрі часи весняного землеробства є приказка, що «до і після Цінмін сіють насіння і дині».
Фестиваль Цінмін і фестиваль човнів драконів, фестиваль весни, фестиваль середини осені також відомі як чотири традиційні китайські свята. 20 травня 2006 року фестиваль Цінмін, оголошений Міністерством культури Китаю, був затверджений Державною радою і включений до списку перших національних нематеріальних культурних спадщин.